# Agathon Sundius
Carl Agathon Leonard Sundius, född 3 november 1852 i Söderköpings församling i Östergötlands län, död 14 mars 1910, var en svensk trädgårdsdirektör och författare. Han gav ut böcker om trädgårdsskötsel och odling, däribland Handbok i trädgårdsskötsel (1894). Han var lärare vid Linköpings folkskoleseminarium och trädgårdsdirektör vid Statens järnvägar.
Han beviljades stipendium av Kunglig majestät 1897 för att resa till Tyskland och Frankrike och "studera odling och beredning af frukt samt fruktsorternas förädling och förbättring äfvensom undervisning vid läroanstalter for trädgårdsskötsel samt besöka trädgårdsutställningen i Hamburg" skriver Svensk Läraretidning.
Agathon Sundius var son till advokaten Adolf Leonard Sundius och Rosina Andrietta Vretfors samt bror till Herman Sundius och farbror till Sune Sundius. Han gifte sig med Hanna Rydstrand (1855–1932); han blev far till Sigrid Sundius-Beckman och Nils Sundius samt morfar till Sven Sundius.